# Stephanie Niznik
Stephanie Niznik (Bangor, Maine, 20 de maio de 1967 — Encino, California, 23 de junho de 2019) foi uma atriz norte-americana mais conhecida por seu papel como "Nina Feeney" da série de televisão Everwood.
Morreu em Encino (Los Angeles) em 23 de junho de 2019 com 52 anos de idade.